# فيليب راي مارتينيز
فيليب راي مارتينيز (بالإنجليزية: Philip Ray Martinez)‏ هو محامي وقاضي أمريكي، ولد في 1957 في إل باسو في الولايات المتحدة.